# Megera
Megera (Grec antic: Μέγαιρα, "la gelosa") és una de les tres fúries que segons la mitologia grega habitava el Tàrtar. Com les seves germanes Al·lecto i Tisífone, va néixer de la sang d'Urà, que havia caigut sobre Gea, quan Cronos va castrar-lo.
Ella i les seves germanes són les encarregades d'imposar el càstig i la venjança divina a les ànimes del Tàrtar. Es considera com la més terrible de les tres, puix que és ella qui ha de castigar tots aquells delictes comesos contra la institució del matrimoni (especialment la infidelitat). En un sentit ampli, les fúries salvaguardaven que les coses passessin segons l'ordre establert. A la Ilíada van silenciar el cavall Xantos.
En francès modern (mégère) i en portuguès (megera), el seu nom s'utilitza per a designar una dona gelosa. En italià s'anomena megera una dona lletja o malvada.